# Subachoque

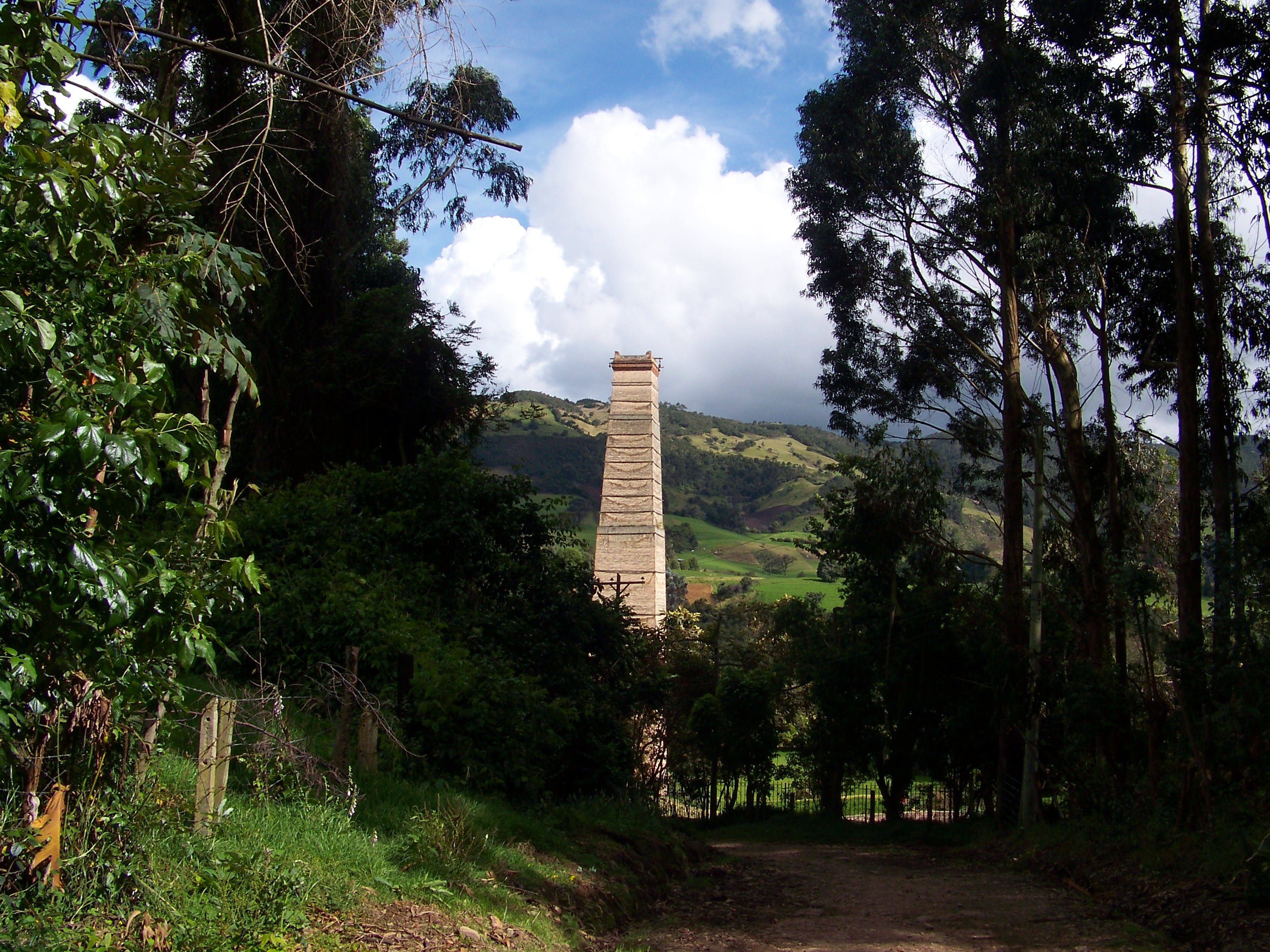
Monument Antigua Ferrería de La Pradera

Subachoque és un municipi i ciutat de Colòmbia en la província de Sabana Occident, forma part del departaments de Colòmbia de Cundinamarca. El municipi està situat en la sabana de Bogotá amb el centre urbà a una altitud de 2,663 metres i a una distància de 45 quilòmetres de la capital Bogotá. Subachoque forma part de l'Àrea Metropolitana de Bogotá. Limita a l'est amb Tabio i Tenjo, al nord amb Zipaquirá; a l'oest amb San Francisco, Pacho i Supatá i al sud amb Madrid i El Rosal. Va ser fundat el 16 de març de 1774 per Jacinto Roque Salgado.
Etimològicament, Subachoque ve del Muisca i significa «feina del Sol» o «camps de cultiu del front».
En els temps abans de la conquesta espanyola, l'àrea de Subachoque va formar part de la Confederació Muisca, una confederació aïllada de governants Muisques. Subachoque va ser un regne del zipa, amb seu a Bagatá.
Les activitats econòmiques principals de Subachoque son l'agricultura, agricultura de bestiar i petita minera. Els productes agrícoles més importants cultivats són les patates, pastanagues, pèsols i fruites com préssecs, peres i pomes.